# Amphicyon
Gli Anficioni (Amphicyon) sono mammiferi estinti, noti comunemente come “cani–orsi”. Vissero nel corso dell'Oligocene e nel Miocene inferiore (tra 30 e 14 milioni di anni fa). I loro resti sono stati ritrovati in gran parte d'Europa, in Asia e in Nordamerica.

## I cani-orso
Come indica il nome comune, l'anficione presenta alcune caratteristiche che richiamano i cani e altre che lo avvicinano agli orsi. Il nome scientifico, invece, significa più o meno “cane ambiguo”. Decisamente robusto, l'anficione raggiungeva i due metri di lunghezza; la specie più grande, Amphicyon ingens, assomigliava molto più a un orso che a un cane. Possedeva una coda lunga e pesante, un collo potente, zampe robuste e una dentatura simile a quella del lupo. Probabilmente era un onnivoro e il suo stile di vita era forse simile a quello di un orso bruno, anche se con abitudini maggiormente predatorie.

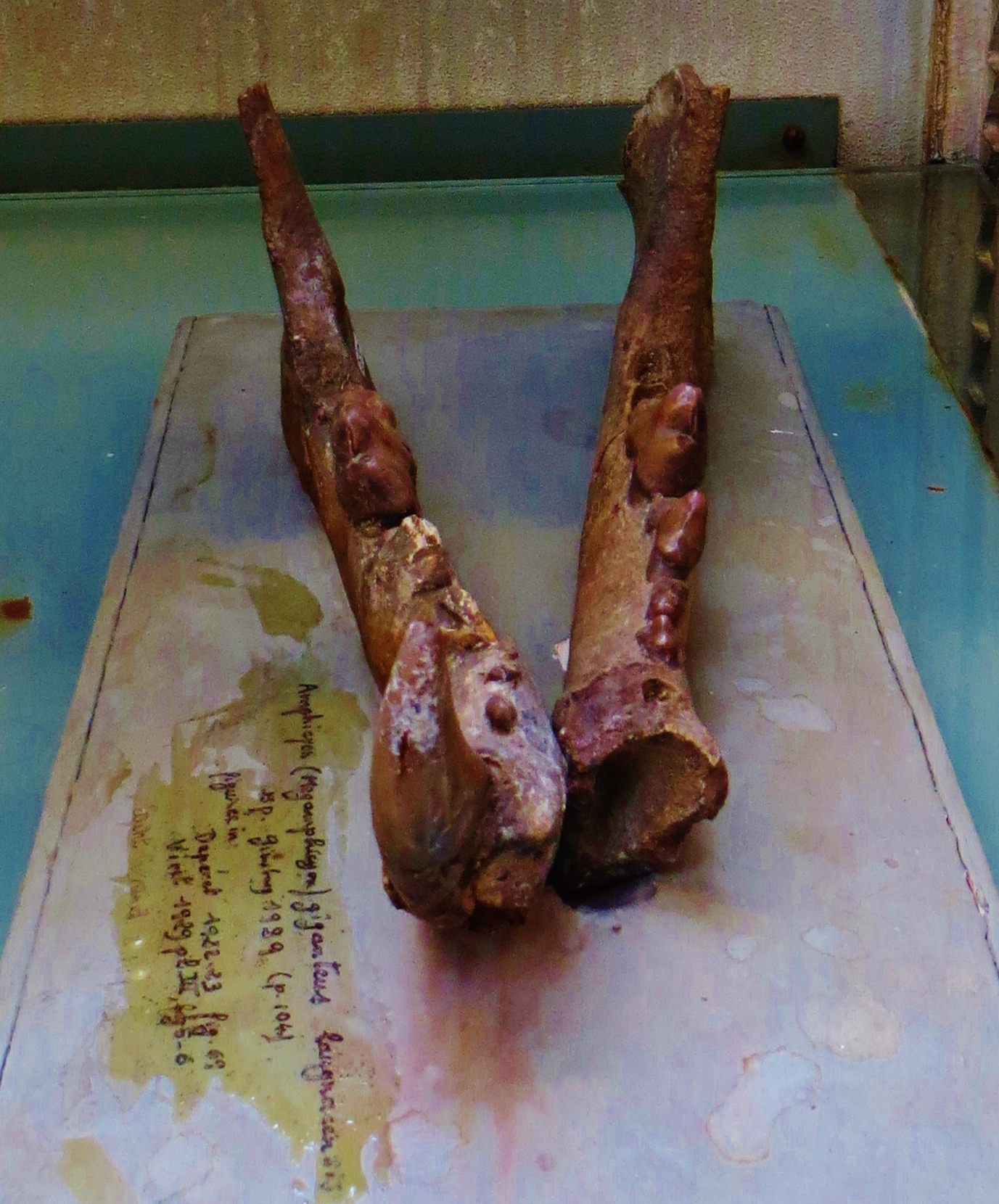
Mandibola di Amphicyon giganteus

Tra le varie specie di anficione, da ricordare l'europea Amphicyon major, rinvenuta in Francia e anche in Italia, e varie specie nordamericane. Nel Nebraska e nel Colorado sono note A. galushai, A. frendens e la gigantesca A. ingens, tutte risalenti a un periodo compreso tra 18,8 e 14,2 milioni di anni fa.

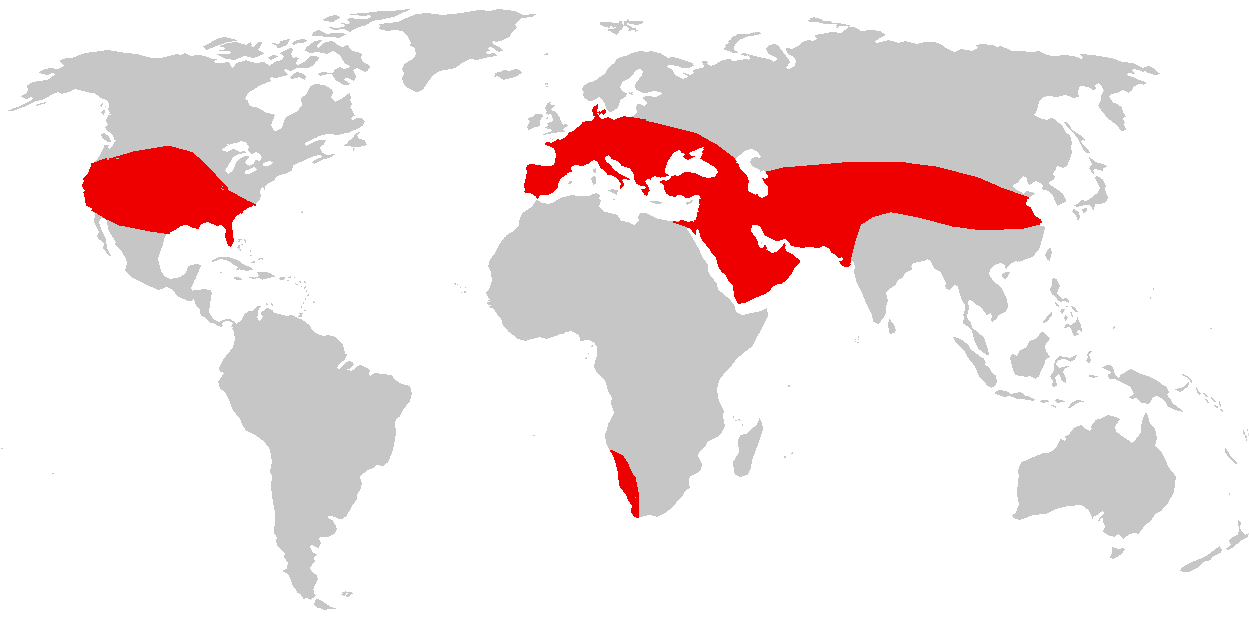
Distribuzione dei ritrovamenti fossili di Amphicyon